# Olorvisió
L'Olorvisió o Smell-O-Vision és un sistema que allibera olor en una pel·lícula perquè l'espectador pugui saber el que passa des del punt de vista olfactiu. El sistema va ser ideat per Hans Laube i només va ser utilitzat una vegada, a la pel·lícula del 1960 Scent of Mystery, produïda per Mike Todd, Jr., fill del productor cinematogràfic Mike Todd. La banda sonora feia possible que es disparessin 30 olors diferents a les butaques del cinema.

## Història
L'ús de fragàncies amb les pel·lícules va ser al 1916, abans de l'arribada del cinema sonor. A aquesta primera projecció, a un cinema de Forest City, Pennsylvania, van col·locar una bola de cotó amarat d'oli de roses enfront un ventilador durant un reportatge sobre el Rose Bowl. En 1929, un cinema de Nove York va crear un sistema per perfumar la sala des del sostre durant la projecció de La melodia de Broadway. Més tard. un cinema de Detroit va provocar diversos aromes a determinats punts clau de les pel·lícules The Sea Hawk i Boom Town i en 1959, durant la projecció del film Behind the Great Wall, van ser emesos perfums pel sistema de ventilació.
Però els intents de portar els olors a les pel·lícules no van acabar de funcionar, ja que van ser idees exclusives dels caps dels cinemes i per a molts autors cinematogràfics distreien a l'espectador de la trama o alteraven la percepció de la seva obra des d'un punt de vista estètic. També, la mida de les sales provocava que les olors es perdessin o no donessin efecte al moment desitjat.
La tècnica de Laube, que va anomenar Scentovision, es basava en uns tubs individuals que el projeccionista anava controlant amb un teclat. Va ser presentat a la Fira Internacional de Nova York de 1939.

## Primera i única projecció
Todd Sr. havia presentat una sèrie de musicals a aquesta fira i, juntament amb el seu fill, va tenir la idea d'utilitzar l'invent de Laube per a la seva pel·lícula La volta al món en vuitanta dies. El sistema va ser anomenat per Todd com Smell-O-Vision, i va ser utilitzar per ell i per Laube a través d'una sèrie de contenidors de perfums a un cinturó col·locats per l'ordre en què s'havien d'obrir amb agulles durant la projecció mentre uns ventiladors portaven l'olor a pipes als membres del públic situats sota les butaques.
Tant Laube com Todd van entendre que hi havia algunes limitacions estètiques. Per exemple, unes pel·lícules de trama desagradable no eren les millors candidates per l'ús del sistema. Per això, el van utilitzar a Scent of Mystery, primer film on l'olor servia per descobrir al públic parts de la trama, per exemple, es podia identificar a alguns personatges pel seu aroma. Desafortunadament, aquest experiment va fracassar, segons Variety, els aromes no s'oloraven bé i la gent havia de respirar fort per olorar-lo bé, el que provocava molt de soroll. A més, hi havia parts de la sala on no arribaven els olors.

## Llegat

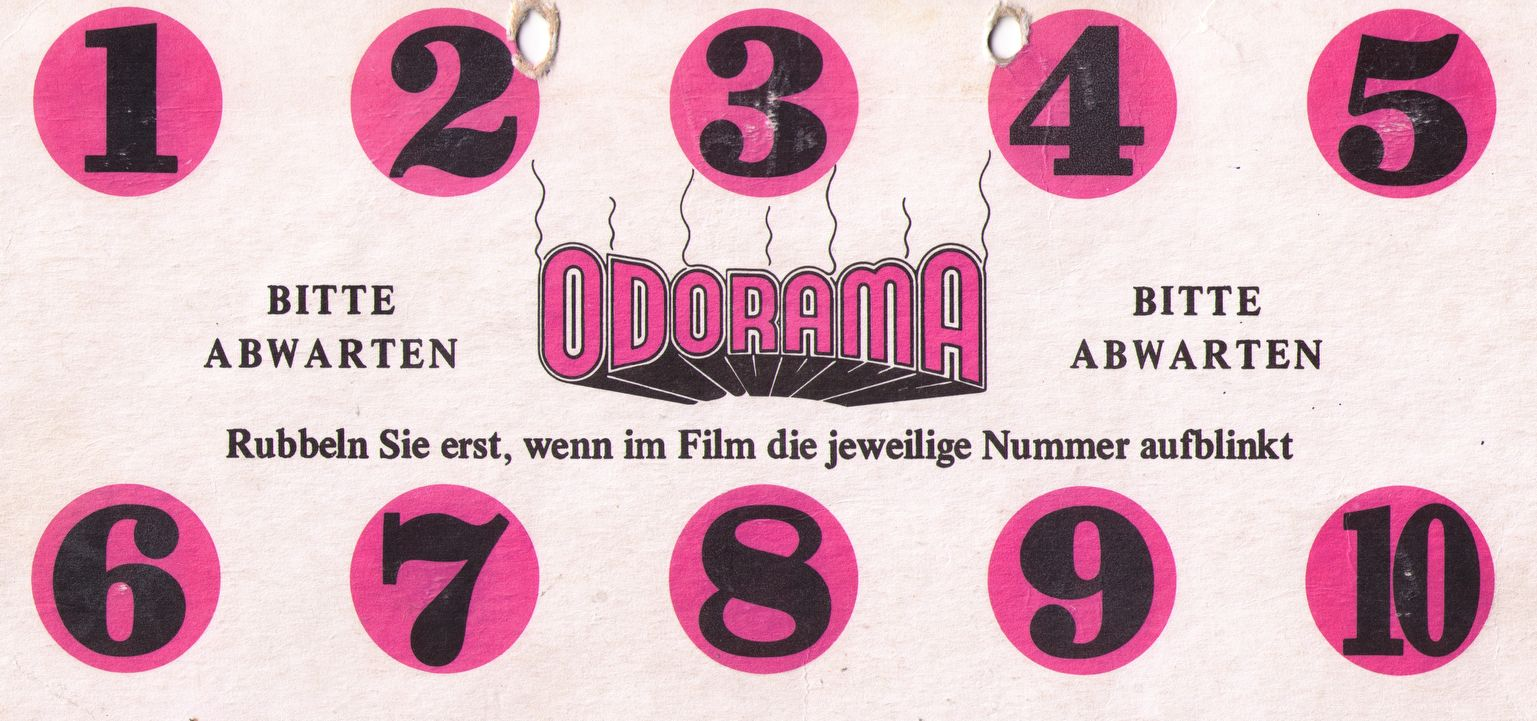
Targeta odorama per a la pel·lícula Polyester

Com a homenatge a la Olorvisió, el director de cinema John Waters va crear l'Odorama per a la seva pel·lícula Polyester al 1982. Waters va incloure targetes per rascar i olorar que es podien utilitzar durant la projecció. Aquesta idea es va duplicar dues vegades, a mitjans del 1980 quan la MTV va estrena Scent of Mystery amb una promoció que oferia las targetes per rascar i olorar i amb Rugrats Go Wild! al 2003, on els propis productor van confirmar que era un homenatge a Waters.
El parc Walt Disney World aquesta idea a la seva pel·lícula en 3D Honey, I Shrunk the Audience on algunes escenes, un esprai a la butaca de davant desprenia olor. A més, també es va utilitzar a Animal Kingdom, a It's a Bug's Life.
Al 2006, una empresa japonesa de telecomunicacions, NTT Communications, va desenvolupar un sistema per utilitzar aromes durant les pel·lícules The New World de Colin Farrell. A 7 escenes, els olors s'emetien per un servidor d'internet connectat a la pel·lícula. La successió d'escenes amb els seus olors i les emocions que haurien de provocar es pot veure aquí: (Fragrance Schedule for The New World)

## Innocentada de la BBC
Al 1965, al dia dels innocents de l'1 d'abril, la BBC va realitzar una entrevista al suposat inventor d'una olorvisió que permetia a la gent olorar les coses des dels seus televisors. L'entrevistador tallava cebes i preparava cafè. Alguns espectadors van trucar al programa per dir que van arribar a olorar-los per un fenomen psicomàtic.

## Tecnologies actuals
El gener del 2013, l'enginyer Raúl Porcar va patentar una nova tecnologia per introduir l'olor a les pel·lícules: OloramaTM. Aquesta és una tecnologia que consta d'una emissió controlada d'olors de forma sincronitzada amb les escenes d'una pel·lícula, anunci o qualsevol contingut audiovisual. Aquest programari permetia gravar l'olor d'una escena i posteriorment reproduir la pel·lícula i emetre l'olor corresponent.
A aquest desenvolupament ha participat l'enginyer Raúl Porcar i la Universitat Politécnica de València.